# 마이클 쇼에플링
마이클 셰플링(Michael Schoeffling, 1960년 12월 10일 ~ )은 미국의 모델, 영화배우이다.
윌크스바에서 태어났다.

## 출연 작품

### 영화
- 아직은 사랑을 몰라요 (1984)
- 실베스터 (1985, Sylvester)
- 젊음의 초상 (1985)
- 청춘의 승부 (1985, Vision Quest)
- 해리 구출 작전 (1986, Let's Get Harry)
- 오랜 친구 (1989)
- 장미빛 모자 (1989, Slaves of New York)
- 귀여운 바람둥이 (1990) - 조 폴레티 역
- 아틀란틱의 꿈 (1991, Wild Hearts Can't Be Broken)